# Ngarjo
Ngarjo is een bestuurslaag in het regentschap Mojokerto van de provincie Oost-Java, Indonesië. Ngarjo telt 2818 inwoners (volkstelling 2010).